# Louis J. Lefkowitz Building
El Louis J. Lefkowitz State Office Building es un edificio en el Centro Cívico de Manhattan en la ciudad de Nueva York (Estados Unidos). Fue diseñado por William Haugaard, arquitecto estatal del estado de Nueva York. Entre sus inquilinos está la Oficina de Matrimonios de Manhattan.

## Historia

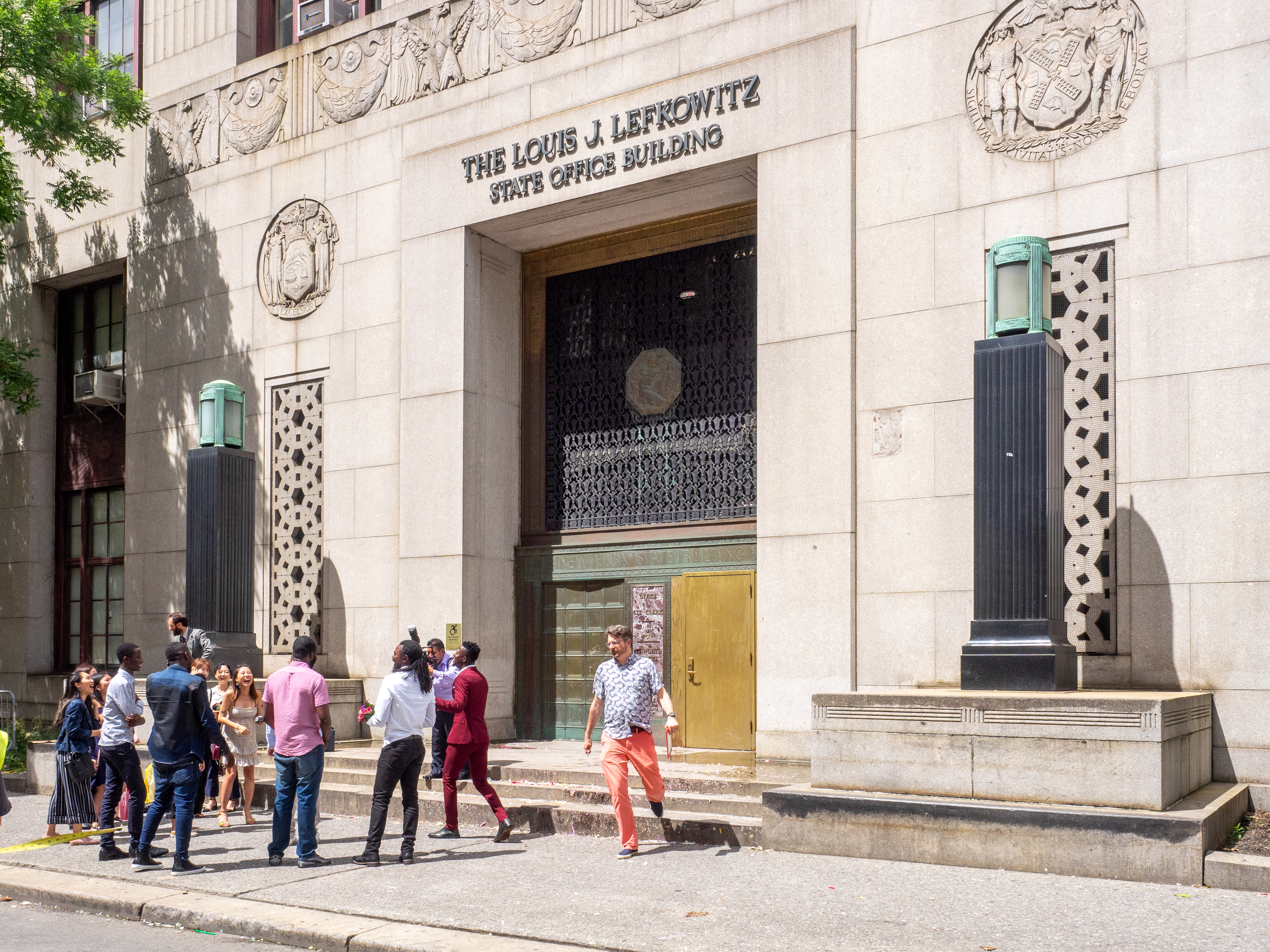
Celebración de matrimonio fuera del edificio

El gobernador Al Smith colocó la piedra angular del edificio el 18 de diciembre de 1928. En la ceremonia, Smith declaró que "le oró a Dios para que permanezca aquí a través de los siglos como un testimonio para la gente de esta gran comunidad".
El edificio se inauguró en octubre de 1930 y originalmente albergaba los Departamentos de Impuestos, Finanzas y Vehículos Motorizados del Estado de Nueva York. Originalmente conocido como el edificio de oficinas del estado de Nueva York, el estado lo renombró en honor a Louis J. Lefkowitz, entonces el fiscal general de Nueva York con más años de servicio, en 1984.
En 2002, el Estado transfirió el edificio a la Ciudad de Nueva York, que comenzó a usarlo para matrimonios en 2009. La Ciudad trasladó la Oficina de Matrimonios de Manhattan al ornamentado vestíbulo del primer piso del Edificio Lefkowitz para competir mejor con los destinos de bodas. como Las Vegas. Estos deberes matrimoniales luego convirtieron a Lefkowitz en un monumento a los neoyorquinos LGBTQ, ya que 293 parejas se casaron allí el día en que el matrimonio entre personas del mismo sexo se legalizó en 2011.

### Cambio de uso y de protección patrimonial
En agosto de 2018, el alcalde Bill de Blasio y el Departamento Correccional de la ciudad de Nueva York anunciaron un plan para renovar o demoler el edificio Lefkowitz, dando paso a una cárcel ampliada, como parte de su plan para cerrar Rikers Island. Los grupos de preservación histórica, incluido el Consejo de Distritos Históricos y New York Landmarks Conservancy, se oponen al plan.
“Aunque se supone que el matrimonio es para siempre, el alcalde de Blasio quiere darle a este templo del amor un feo divorcio”, escribió el conservacionista Adrian Untermyer en Gotham Gazette. En 2018, el Consejo de Distritos Históricos solicitó formalmente que la Comisión de Preservación de Monumentos Históricos de la Ciudad de Nueva York tiene planeado evaluar el edificio para su eventual designación como monumento histórico de la Ciudad de Nueva York.